# Paola Villarreal
Paola Villarreal (nascida em 5 de outubro de 1984) é uma programadora de computador mexicana que desenvolveu o aplicativo Data for Justice (dados para justiça, em tradução livre para o português) equipado com um mapa interativo que compara as operações policiais em áreas dominadas por brancos e por grupos minoritários em bairros no México.   Os dados do aplicativo ajudaram a reverter 20.000 condenações por drogas racialmente enviesadas.  

## Honras
Ela foi nomeada na BBC 100 Women (mulheres inspiradoras e influentes de todo o mundo) em 2019 por seu trabalho em saúde materna. 
Ela foi listada no MIT Innovators Under 35 LATAM em 2018. 